# Milan Gavrilović
Milan Gavrilović cyr. Милан Гавриловић (ur. 23 listopada 1882 w Belgradzie, zm. 1 stycznia 1976 w Waszyngtonie) – serbski polityk, adwokat i dyplomata, senator Królestwa Jugosławii, przywódca Partii Agrarnej.

## Życiorys
Syn Urosza Gavrilovicia. Po ukończeniu szkoły średniej w Zaječarze studiował prawo w Belgradzie. W czasie studiów należał do jednego z oddziałów czetnickich i wziął udział w bitwie pod Čelopekiem, w której został ranny. W 1911 na paryskiej Sorbonie obronił pracę doktorską. W tym samym roku związał się z tajną organizacją Ujedinjenje ili smrt (Zjednoczenie albo śmierć). W tym samym roku rozpoczął pracę w serbskim ministerstwie spraw zagranicznych, a następnie pełnił funkcję sekretarza Nikoli Pašicia. W sierpniu 1916 znalazł się w Londynie, gdzie pracował w poselstwie serbskim. W czerwcu 1918 pracował w serbskim poselstwie w Atenach, a we wrześniu 1919 został przeniesiony do Sofii. W listopadzie 1919 objął stanowisko dyrektora Wydziału Politycznego w ministerstwie spraw zagranicznych Królestwa SHS. W 1922 pełnił służbę dyplomatyczną w Berlinie i w Rzymie, a rok później przeszedł na emeryturę.
Od 1920 związany z Savezem zemljoradnika (Związek rolników), należał do organizatorów Partii Agrarnej, od 1937 kierował pismem Selo - organem agrarystów. W 1937 wziął aktywny udział w protestach przeciwko podpisaniu konkordatu ze Stolicą Apostolską. W 1939 po śmierci Jovana Jovanovicia Piżona stanął na czele partii. W tym samym roku został wybrany senatorem. Po nawiązaniu w czerwcu 1940 przez Jugosławię stosunków dyplomatycznych z ZSRR, Gavrilović kierował poselstwem jugosłowiańskim w Moskwie. Był inicjatorem podpisania paktu o nieagresji z ZSRR w kwietniu 1941. Po agresji niemieckiej na Jugosławię wyjechał do Londynu, a następnie do Moskwy, gdzie próbował forsować ideę współpracy wszechsłowiańskiej. Po powrocie do Londynu pełnił funkcję ministra bez teki, a od 1942 ministra sprawiedliwości w rządzie Slobodana Jovanovicia. Po zakończeniu II wojny światowej pozostał w Wielkiej Brytanii, skąd przeniósł się do Stanów Zjednoczonych. Tam też działał w serbskich organizacjach emigracyjnych.
Był żonaty (żona Jelena z d. Cincar-Janković), miał syna i cztery córki.
Odznaczony Orderem Świętego Sawy, Orderem Świętego Spasa IV kl., a także czarnogórskim Orderem Daniły I.